# 藥盒帽

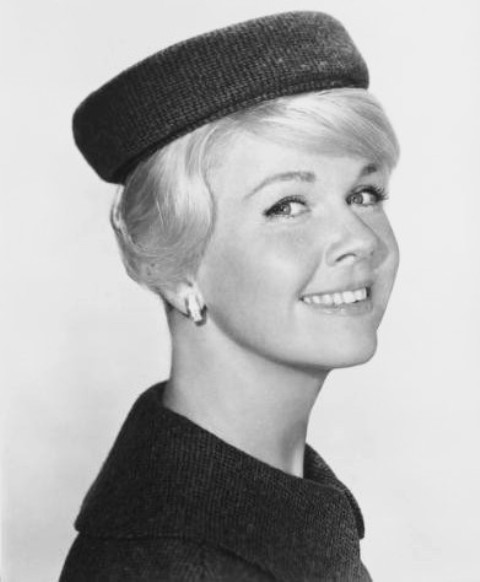
桃樂絲·黛穿戴藥盒帽。

藥盒帽是一種小帽，通常由女性穿戴。它不具帽沿，而有扁平的帽冠與直立的帽側。這種帽子是以圓柱形或六角形的藥盒命名。

## 歷史與描述

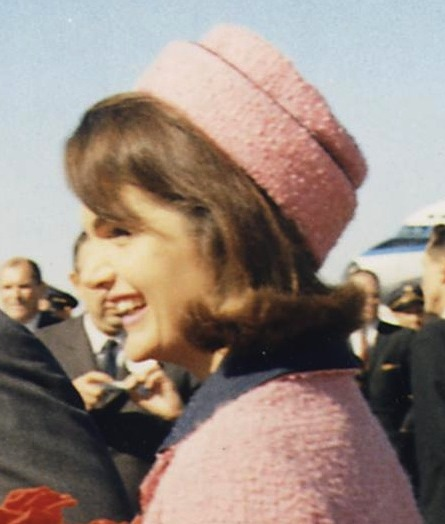
1963年杰奎琳·肯尼迪抵達達拉斯時戴著她代表性的藥盒帽

藥盒帽起源於軍帽。在羅馬帝國晚期，士兵佩戴一種名為「皮諾可斯帽」（pileus pannonicu）的頭飾，這與現代的藥盒帽十分相似。類似型態的帽子在中世紀的法蘭德斯地區中也很受歡迎。在部分國家—特別是英聯邦的成員—的儀式上仍然可以看到與藥盒帽相仿、且具有帽帶的軍用便帽。加拿大皇家軍事學院的制服中也包含這樣的帽子；而在維多利亞時代的英國陸軍中，類似的帽子也是制服的一部分。
现代女性的藥盒帽在20世纪30年代被發明，並且因為优雅简洁的造型而普及。藥盒帽通常使用羊毛、丝绒、玻璃纱、貂皮、豹皮、狐狸的毛皮，或是其它材質製成。這些帽子通常是素面设计，没有任何裝飾，但也有可能附帶面纱。
前美国第一夫人杰奎琳·肯尼迪，以哈利·斯顿为她设计、代表性的藥盒帽而闻名。在她的丈夫甘迺迪總統於德州达拉斯遇刺當天，杰奎琳便是穿戴著一頂粉紅色的藥盒帽。

## 流行文化
藥盒帽曾經出現在鲍勃·迪伦创作的諷刺歌曲〈Leopard-Skin Pill-Box Hat〉中。这首歌首次出现在他1966年的专辑《Blonde on Blonde》；演員娜塔莉·波曼在2016年电影《第一夫人的秘密》中，也曾經穿戴藥盒帽。